# Leon Barnett
Leon Barnett (né le 30 novembre 1985) à Luton est un footballeur anglais qui joue en tant que défenseur au Bury.

## Palmarès
- Champion d'Angleterre de D3 en 2016 avec Wigan
- Champion d'Angleterre de D2 (Championship) en 2008 avec West Bromwich Albion
- Champion d'Angleterre de D3 (League One) en 2005 avec Luton Town